# Yellow Flicker Beat
Yellow Flicker Beat is een nummer van de Nieuw-Zeelandse zangeres Lorde uit 2014. Het is de eerste single van de soundtrack van de film The Hunger Games: Mockingjay - Part 1.
Lorde schreef het nummer specifiek voor de film. Om zich voor te bereiden las ze de boeken waarop de film is gebaseerd opnieuw en probeerde zich in te leven in het hoofdpersonage, Katniss Everdeen. Lorde schreef 'Yellow Flicker Beat' met producer Joel Little, met wie ze ook aan haar debuutalbum Pure Heroine werkte.
In verschillende landen werd 'Yellow Flicker Beat' een hit. Het meeste succes kende het in Lordes thuisland Nieuw-Zeeland, waar het de 4e positie haalde. In de Nederland deed het nummer niets in de hitlijsten, terwijl in de Vlaamse Ultratop 50 een bescheiden 39e positie werd gehaald.
Voor de soundtrack van The Hunger Games: Mockingjay - Part 1 vroeg Lorde Kanye West om een remix van 'Yellow Flicker Beat' te doen. Naar eigen zeggen was West een van Lordes idolen en vond ze het erg spannend om hem te vragen voor de remix. Samen met Lorde produceerde West uiteindelijk een nieuwe versie van het nummer, die werd opgenomen op de soundtrack onder de naam 'Flicker (Kanye West Rework)'.